# Xiaohe, Ningxia
Xiaohe är en socken i Kina. Den ligger i den autonoma regionen Ningxia, i den nordvästra delen av landet, omkring 290 kilometer söder om regionhuvudstaden Yinchuan. Antalet invånare är 12 932. Befolkningen består av 6 405 kvinnor och 6 527 män. Barn under 15 år utgör 32 %, vuxna 15-64 år 60 %, och äldre över 65 år 6,0 %.
Runt Bange är det ganska tätbefolkat, med 129 invånare per kvadratkilometer. Närmaste större samhälle är Jiangtaixiang, 7,9 km söder om Bange. Trakten runt Bange består i huvudsak av gräsmarker.
Genomsnittlig årsnederbörd är 638 millimeter. Den regnigaste månaden är september, med i genomsnitt 132 mm nederbörd, och den torraste är december, med 2 mm nederbörd.